# Konstantin VIII.
Konstantin VIII. (kolem 960 – 11. listopadu 1028) byl byzantský císař v letech 1025 až 1028. Jako druhorozený syn císaře Romana II. nastoupil na trůn po smrti svého bezdětného bratra, císaře Basileia II.
Konstantin byl již v době Basileiova nástupu na trůn v roce 976 jmenován spolucísařem, avšak během dlouhé Basileiovy vlády nehrál při výkonu státních záležitostí nejmenší roli a to ani v době Basileiovy nepřítomnosti v Konstantinopoli během jeho četných válečných tažení. Konstantin se celý život oddával tělesným rozkoším. Byl rozmařilý a naprosto nezodpovědný. Psellos uvádí, že se často v zápalu zlosti dopouštěl krutých činů, jichž nakonec později, když se uklidnil, hluboce litoval. V mládí dával rád na odiv svoji impozantní postavu, kterou však postupem času pozbyl v důsledku svého nevázaného života. Když se ve věku 65 let konečně stal císařem, nedokázal již kvůli chronické pakostnici stát na nohou, což mu ale nezabránilo v provozování dalších orgií.
Konstantin instinktivně cítil, že nedokáže nakládat s tak obrovskou mocí, jaká mu byla svěřena. Aby se nadále mohl věnovat svým zálibám, přenesl velkou část své moci na různé eunuchy. Tak se například správcem Antiochie, která byla v této době nejdůležitější byzantskou pevností na východě, stal jistý proslulý rváč jménem Spondylos. Této slabosti nového vládce velice rychle využila maloasijská aristokracie, která císaře přesvědčila, aby zrušil Basileiem vydané zákony na ochranu rolníků, což vedlo k zániku tisíců drobných hospodářství.
Stejně jako Basileios i Konstantin zemřel bez mužských dědiců. Vláda po jeho smrti přešla na jeho dceru Zoe.